# 刘雄渠
刘雄渠（？—前154年），西汉齐悼惠王之子，刘邦之孙。

## 生平
前176年，汉文帝封其为白石侯。前164年，汉文帝分齐国为六国，刘雄渠被立为胶东王。刘雄渠参与七国之乱，率兵与胶川王、济南王共同攻打临淄。刘雄渠兵败被杀。胶东国国除，改为胶东郡。

## 註解
1. ↑  《汉书》卷五：膠西王卬、楚王戊、趙王遂、濟南王辟光、菑川王賢、 膠東王雄渠皆自殺。